# Danh sách đảo phân chia
Đây là danh sách các hòn đảo được phân chia bởi một hoặc nhiều biên giới quốc tế.

## Đảo biển
| Đảo                                                                                           | Diện tích km² | Các quốc gia (% diện tích đảo) |
| --------------------------------------------------------------------------------------------- | ------------- | --- |
| New Guinea                                                                                    | 785,753       | Indonesia (53.52%) Papua, Tây Papua · Papua New Guinea (46.48%) |
| Borneo                                                                                        | 748,168       | Indonesia (73%) Trung Kalimantan, Đông Kalimantan, Bắc Kalimantan, Nam Kalimantan, Tây Kalimantan · Malaysia (26%) Sabah, Sarawak · Philippines (~15%) Lịch sử tranh chấp Sabah · Brunei (1%) |
| Ireland                                                                                       | 81,638        | Ireland (83%) · Vương quốc Anh (17%) đơn vị hành chính Bắc Ireland. |
| Hispaniola                                                                                    | 76,192        | Cộng hòa Dominica (64%) · Haiti (36%) |
| (Isla Grande de) Tierra del Fuego                                                             | 47,992        | Chile (56%) Tierra del Fuego · Argentina (44%) Tierra del Fuego |
| Timor                                                                                         | 28,418        | Indonesia (53%) Đông Nusa Tenggara · Đông Timor (47%) |
| Síp                                                                                           | 9,234         | De jure · Cộng hòa Síp (97%) · Vương quốc Anh (3%) Akrotiri và Dhekelia, khu chủ quyền cơ sở · De facto · Cộng hòa Síp (57%) · Bắc Síp (38%) · Vương quốc Anh (3%) Akrotiri và Dhekelia, khu chủ quyền cơ sở · Liên Hợp Quốc Vùng đệm Liên Hợp Quốc ở Síp (2%) |
| đảo Dall                                                                                      | 655.2         | Hoa Kỳ (<100%) · Canada (>0%) Phần đầu của Mũi Muzon được thành lập như là "điểm bắt đầu" ranh giới quốc tế với Alaska trong Công ước Anh-Nga năm 1825. Tòa án Trọng tài năm 1903 đã phán quyết rằng điểm "A" ( 54°39′43,993″B 132°41′3,093″T / 54,65°B 132,68333°T ) là điểm đầu tiên của ranh giới này. Canada đã chấp nhận điều này như là ranh giới phân chia; tuy nhiên, Hoa Kỳ tranh chấp rằng Điểm "A" là một điểm ranh giới.                                                                                     |
| đảo Sebatik                                                                                   | 452.2         | Indonesia, Bắc Kalimantan · Malaysia, Sabah |
| Usedom (Uznam)                                                                                | 445           | Đức (79%) Vorpommern-Greifswald · Ba Lan (21%) Tây Pomeranian Voivodeship |
| Saint Martin                                                                                  | 91.9          | Pháp (61%) Saint-Martin, một Cộng đồng hải ngoại · Vương quốc Hà Lan (39%) Sint Maarten, một quốc gia thành viên của Hà Lan |
| Kataja (kể cả Inakari)                                                                        | 0.71          | Phần Lan · Thụy Điển |
| đảo Hộ chiếu, một hòn đảo nhân tạo khoảng ở giữa của cao tốc King Fahd                        | 0.66          | Ả Rập Xê Út · Bahrain |
| Märket                                                                                        | 0.03          | Phần Lan (50%) đảo Åland · Thụy Điển (50%) hạt Uppsala và hạt Stockholm |
| Koiluoto                                                                                      | 0.03          | Phần Lan (>50%) · Nga (<50%) |
| đảo K, hoặc Nova Zemlia (Нова Земля), một đảo chắn được hình thành ở cửa sông Danube năm 1988 | 0.56          | Ukraine (>50%) · Romania (<50%) · , · |
| Isla Portillos                                                                                | 151.6         | Costa Rica · Nicaragua ngày 2 tháng 2 năm 2018, ICJ trả lại một quyết định trong cuộc tranh chấp biên giới giữa Nicaragua và Costa Rica về Isla Portillos (es), một hòn đảo hình thành bởi Río San Juan, Rio Taura và biển Caribê. Nicaragua bị bỏ lại chỉ với Laguna Los Portillos và dải bãi biển ngắn của nó. ICJ kết luận rằng toàn bộ bãi biển là thuộc Costa Rica ngoại trừ phần trực tiếp giữa đầm phá và biển Caribê - bây giờ là một vùng đất nhỏ của lãnh thổ Nicaragua tách ra khỏi phần còn lại của đất nước |

## Đảo hồ
- De facto giữa Nga (Crimea) (tranh chấp) với Ukraine[18][19][20]
  - Đảo Rotten
- Giữa Na Uy, Thụy Điển và Phần Lan:
  - Three-Country Cairn, ranh giới tại ngã ba, cách bờ hồ Goldajärvi/Koltajauri chừng 10 m, và đó là một hòn đảo nhân tạo nhỏ bé. Rộng khoảng 14 m². Thấp hơn giới hạn của các đảo nhân tạo theo định nghĩa đảo nhân tạo, bởi vì gần Haparanda là các điểm ranh giới nhỏ hơn 0.1 m².
- Giữa Hoa Kỳ và Canada:
  - Một hòn đảo ở hồ, tọa độ 62°38′59″B 141°00′00″T / 62,649677°B 141°T, phía bắc Yukon–băng qua Cao tốc Yukon-Alaska
  - Một hòn đảo ở hồ, tọa độ 62°38′28″B 141°00′00″T / 62,641158°B 141°T, phía bắc Yukon–băng qua Cao tốc Yukon-Alaska
  - Một hòn đảo ở hồ, tọa độ 62°38′14″B 141°00′00″T / 62,637174°B 141°T, phía bắc Yukon–băng qua Cao tốc Yukon-Alaska
  - Hai hòn đảo tại một hồ nhỏ, tọa độ 62°32′18″B 141°00′00″T / 62,538443°B 141°T, 8.2 km từ phía nam Yukon–băng qua Cao tốc Yukon-Alaska
  - Vài đảo đá tại một hồ nhỏ Okanogan County, bang Washington/British Columbia ranh giới tại 49°00′00″B 120°10′39″T / 49°B 120,177376°T
  - Một hòn đảo nhỏ trên hồ ở Okanogan County, Washington/British Columbia ranh giới tại 49°00′00″B 120°10′23″T / 49°B 120,17298°T
  - Một hòn đảo nhỏ ở hồ nằm cạnh sông Milk 49°00′00″B 110°32′49″T / 49°B 110,546975°T ở Montana/Alberta
  - Một hòn đảo nhỏ trong Hồ Muối 49°00′00″B 104°18′40″T / 49°B 104,311173°T ở Montana/Saskatchewan
  - Một hòn đảo nhỏ trong[21][22] ở Hồ Brush tại 49°00′00″B 103°58′54″T / 49°B 103,981638°T ở North Dakota/Saskatchewan
  - Hai hòn đảo [23][24] ở Hồ Boundary tại 49°00′00″B 100°13′02″T / 49°B 100,217095°T, ở North Dakota/Manitoba
  - Một hòn đảo [25][26] ở Hồ Metigoshe tại 49°00′00″B 100°21′14″T / 49°B 100,353901°T ở North Dakota/Manitoba
  - Một đảo [27][28] phía đông Hồ Ross tại 49°00′00″B 100°17′56″T / 49°B 100,298939°T ở North Dakota/Manitoba
  - Một đảo [29][30] trong một hồ nhỏ ở Rolette County, North Dakota/Manitoba ranh giới tại 49°00′00″B 100°00′47″T / 49°B 100,013149°T
  - Một đảo [31][32] trong một hồ nhỏ ở Towner County, North Dakota, North Dakota/Manitoba ranh giới tại 49°00′00″B 99°13′05″T / 49°B 99,218163°T
  - Một đảo[33][34] trong một hồ nhỏ ở Cavalier County, North Dakota/Manitoba ranh giới tại 49°00′00″B 98°32′29″T / 49°B 98,541357°T
  - Một đảo [35] trong một hồ chứa nhỏ (khi đầy) phía đông Maida ở Cao tốc 1 North Dakota tại 49°00′01″B 98°21′25″T / 49,000253°B 98,356943°T, North Dakota/Manitoba
  - Một đảo nhỏ trên hồ ở Maine/New Brunswick tại 46°00′18″B 67°46′52″T / 46,004988°B 67,781°T, đông nam của Hodgdon, Maine
  - Tỉnh đảo trong Hồ Memphremagog, giữa Quebec (91%) và Vermont (9%)[36]
- Giữa biên giới Na Uy và Nga:
  - Trong Klistervatn: Store Grenenholmen[37]
  - Trong Grensevatn: Korkeasaari và 1 hòn đảo vô danh[38]
- Giữa Phần Lan và Nga:
  - Äikkäänniemi trong Nuijamaanjärvi[39]
  - Suursaari và 1 đảo nhỏ trong Yla-Tirja[40]
  - Tarraassiinsaari, Härkäsaari, và Kiteensaari trong Melaselänjärvi[41][42]
  - Hòn đảo trong Virmajärvi
  - Rajasaari ở Kokkojärvi[43]
  - Kalmasaari ở Vuokkijärvi[44]
  - Varposaari ở Hietajärvi[45]
  - Parvajärvensaari ở Parvajärvi[46]
  - Keuhkosaari ở Pukarijärvi / Ozero Pyukharin[47][48]
  - Siiheojansuusaari và Tossensaari trong Onkamojärvi / Ozero Onkamo[49][50]
- Giữa Phần Lan và Na Uy:
  - Đảo ở Kivisarijärvi/Keđgisualuijävri[51]
  - Đảo ở hồ SE 347A[52]
- Giữa Thụy Điển và Na Uy[53]
  - Đảo ở Sör Vammsjön/Vammen Søndre[54]
  - Hisön/Hisøya ở Norra Kornsjön/Nordre Kornsjø (≈0,09 km²)[55]
  - Kulleholmen/Kalholmen (≈5500 m²) và Tagholm/Tåkeholmen (≈600 m²) ở Södra Boksjön/Søndre Boksjø[56]
  - Salholmen (≈4000 m²), Mosvikøya (≈0.17 km²) và Trollön/Trolløya (≈0.18 km²) ở Stora Le/Store Le[57]
  - Tannsjöröset (≈50 m²) ở Tannsjøen/Tannsjön[58]
  - Linneholmene (≈2000 m²) trong Helgesjøen/Helgesjön [59]
  - Jensøya ở Holmsjøen[60]
  - Storøya ở Utgardsjøen[61]
  - Fallsjøholmen ở Fallsjøen (Nordre Røgden)[62]
  - Đảo ở Kroksjøen[63]
  - Đảo ở Vonsjøen[64]
  - Đảo ở Skurdalssjøen/Kruehkiejaevrie[65]
  - Đảo trong hồ ở độ cao 710m trên sông Gihcijoka[66]
  - Ba đảo ở Čoarvejávri[67]
- Giữa Litva và Belarus:
  - Sosnovec và hòn đảo vô danh khác ở hồ Drūkšiai[68][69][70][71]
- Giữa Vương quốc Anh và Ireland:
  - Pollatawny ở Lough Vearty.[72]
- Giữa Ethiopia và Djibouti:
  - Đảo ngoài khơi Cape Aleilou trong Hồ Abbe[73]
- Biên giới Áo và Hungary cắt qua Neusiedler See/Fertő tó, nơi mực nước biển động, đôi khi để lộ các ốc đảo nhỏ giữa biên giới.

## Đảo sông
- Đảo (Staustufe Apach) ở sông Moselle gần Schengen: phần lớn ở Pháp, mũi ở Moselle được chia sẻ bởi Luxembourg và Đức[74]
- Bolshoy Ussuriyskiy (Heixiazi) tại nơi hợp lưu của sông Ussuri và sông Amur, giữa Cộng hòa Nhân dân Trung Hoa và Nga.[75]
- Bolshoy (Abagaitu) tại sông Argun, giữa Cộng hòa Nhân dân Trung Hoa và Nga.[75]
- Đảo CoroCoro trong vùng châu thổ của sông Barima: chia giữa Venezuela và Guyana[76]
- Đảo San Jose, Río Negro: giữa Colombia và Brazil.[77]
- Khu phức hợp đảo Martín García - Timoteo Domínguez ở Río de la Plata giữa Argentina và Uruguay.[78]
- Phần hạ lưu của sông Hằng,[79] sông Teesta,[80] và sông Brahmaputra[81], tiếp cận đồng bằng sông Hằng, chứa nhiều hòn đảo cát được gọi là chars.[82] Chúng có thể mở rộng và có người ở nhưng không thường xuyên. Tại bất kỳ thời điểm nào, một số có khả năng nằm giữa biên giới giữa Ấn Độ (Assam và Tây Bengal) và Bangladesh, mặc dù biên giới này không được chỉ định đầy đủ.
- Một hòn đảo có nhãn 'Q' trên sông Maritsa, giữa Hy Lạp và Thổ Nhĩ Kỳ.[83]
- Một hòn đảo nhỏ trong Uutuanjoki, giữa Phần Lan và Na Uy, tại 69°34′47″B 29°13′54″Đ / 69,579665°B 29,231701°Đ.
- Một hòn đảo nhỏ trong Vadet gần Tunnsjø, giữa Na Uy và Thụy Điển, tại 64°38′40″B 13°42′38″Đ / 64,644443°B 13,71056°Đ.
- Một hòn đảo nhỏ ở phía tây của sân golf nằm giữa đô thị của Tornio ở Phần Lan, và haparanda ở Thụy Điển, tại 65°51′41″B 24°07′47″Đ / 65,861513°B 24,129624°Đ.
- Nokiel và một đảo không tên trong sông Dunajec, giữa Slovakia và Ba Lan, tại 49°23′54″B 20°21′35″Đ / 49,3984°B 20,359726°Đ.[84]
- Nicaragua và Honduras chia sẻ bốn hòn đảo dọc theo biên giới đường thẳng ở vùng đồng bằng của Río Negro tại Vịnh Fonseca.
- Canada / Hoa Kỳ:
  - 9 hòn đảo nằm ở sông Clarence trên Alaska North Slope gần Vịnh Demarcation; cực bắc tại 69°37′00″B 141°00′00″T / 69,616789°B 141°T, cực nam ở 69°33′26″B 141°00′00″T / 69,557094°B 141°T
  - Một hoặc nhiều hòn đảo ở Trail Creek ở 68°52′54″B 141°00′00″T / 68,881754°B 141°T, phía đông bắc của Làng Bắc Cực, Alaska.
  - Một hòn đảo ở Mancha Creek tại 68°39′50″B 141°00′00″T / 68,663957°B 141°T, phía đông bắc của Arctic Village, Alaska.
  - 6 (hoặc nhiều hơn) đảo trong dòng chảy phân nhánh trên sông Firth ở 68°38′30″B 141°00′00″T / 68,641781°B 141°T, phía đông bắc của Arctic Village, Alaska.
  - Một hòn đảo ở Sunaghun Creek tại 67°25′34″B 141°00′00″T / 67,426117°B 141°T, gần cửa sông Porcupine, hạ lưu của Old Crow, Yukon.
  - Một hòn đảo ở lưu vực sông Bluefish ở 66°50′17″B 141°00′00″T / 66,838155°B 141°T, phía đông Chalkyitsik, Alaska và 15 km WWSW của hồ Bluefish, Yukon.Bluefish Lake, Yukon
  - Một hòn đảo ở Fort Creek ở 66°45′32″B 141°00′00″T / 66,759004°B 141°T, phía đông Chalkyitsik, Alaska.
  - Một hòn đảo trên sông Black (Salmon Fork) tại 66°32′37″B 141°00′00″T / 66,543661°B 141°T, phía đông Chalkyitsik, Alaska.
  - Một hòn đảo ở Beaver Creek ở 62°13′39″B 141°00′00″T / 62,22746°B 141°T, phía tây nam của Beaver Creek, Yukon.
  - Hai hòn đảo trên sông Klehini ở 59°26′53″B 136°21′55″T / 59,448142°B 136,365213°T, gần Klukwan, Alaska.
  - 11 (hoặc nhiều hơn) đảo trong dòng chảy hai nhánh trên sông Whiting tại 58°11′06″B 133°13′16″T / 58,184862°B 133,221034°T, thượng lưu của vịnh Gilbert, đổ vào Stephens Passage.
  - Hai hòn đảo trên sông Stikine ở 56°39′31″B 131°50′55″T / 56,658546°B 131,848698°T, hạ lưu Great Glacier, Yukon.
  - Một hòn đảo ở sông Columbia tại biên giới Waneta tại 49°00′16″B 117°38′27″T / 49,00438°B 117,640936°T ở Washington / British Columbia.
  - Một hòn đảo trên sông Belly ở 49°00′00″B 113°41′00″T / 49°B 113,683294°T ở Montana / Alberta.
  - Một hòn đảo trong một nhánh của Lee Creek ở 49°00′00″B 113°36′03″T / 49°B 113,600862°T ở Montana / Alberta.
  - Một hòn đảo trong Lạch ranh giới ở 49°00′00″B 113°21′26″T / 49°B 113,3573°T ở Montana / Alberta.
  - Một hòn đảo trên sông St. Mary 49°00′00″B 113°19′34″T / 49°B 113,326222°T ở Montana / Alberta.
  - Một hòn đảo trong sông Milk ở 48°59′55″B 112°33′20″T / 48,998739°B 112,555541°T ở Montana / Alberta.
  - Một hòn đảo ở Mundell Creek ở 49°00′00″B 109°05′21″T / 49°B 109,089222°T ở Montana / Saskatchewan.
  - Một hòn đảo ở McEachern Creek ở 49°00′00″B 106°56′19″T / 49°B 106,938504°T ở Montana / Saskatchewan.
  - Một hòn đảo [85] ở sông Pembina ở 49°00′01″B 98°12′22″T / 49,000288°B 98,206118°T ở Bắc Dakota / Manitoba.
  - Một hòn đảo trong nhánh của nhánh Tây Bắc sông Saint John ở 46°41′13″B 69°59′56″T / 46,687062°B 69,998996°T ở Maine / Quebec.
  - Một hòn đảo ở Bắc nhánh sông Meduxnekeag ở 46°16′36″B 67°46′55″T / 46,276686°B 67,782°T ở Maine / New Brunswick.
  - Hai hòn đảo trên biên giới Maine / New Brunswick về phía đông nam của Monticello, Maine (46°16′22″B 67°46′55″T / 46,27289°B 67,782°T và 46°16′20″B 67°46′55″T / 46,272293°B 67,782°T) được hình thành bởi các nhánh của một con suối mọc từ Hồ Gentle ở Maine, sau đó chảy vào North Branch – sông Meduxnekeag.

## Đảo chia trước đây
Một số đảo đã bị chia cắt bởi các biên giới quốc tế trong quá khứ nhưng hiện nay chúng đã được thống nhất.
Ranh giới nhất định của các quốc gia hiện đại không áp dụng trong các hình thức tổ chức xã hội khác, nơi mà các đảo "chia" có thể ít đáng chú ý hơn. Ví dụ, ở Hy Lạp cổ đại, đảo Euboea được phân chia giữa nhiều bang thành phố, bao gồm Chalcis và Eretria; và trước khi được giải quyết bởi người châu Âu, Đảo Tasmania được chia cho chín bộ tộc bản địa.
Quần đảo trong thời chiến có thể tạm thời phân chia giữa lực lượng xâm lược và lực lượng bảo vệ, như đảo Crete vào năm 1645–1669 giữa Đế chế Ottoman và Cộng hòa Venice.
Ví dụ về các đảo được chia trước đây bao gồm:
- Corsica - được phân chia giữa Cộng hòa Pisa và Cộng hòa Genova bởi một phán quyết của Giáo hoàng Innocent II năm 1132, và nó vẫn như vậy cho đến trận Meloria năm 1284. Sau đó, Corsica tiếp tục trở thành một phần của Genova, Aragon, Genova một lần nữa, Cộng hòa Corsica, Pháp, Vương quốc Anh, và cuối cùng là Pháp một lần nữa.
- Sardinia - được chia thành các nhà nước bản địa từ trước năm 900 qua cái chết của Giudicato của Arborea vào năm 1420. Kể từ đó, Sardina đã liên tục là một phần của Aragon, Đế quốc Tây Ban Nha, Piedmont – Sardinia, Vương quốc Ý và Cộng hòa Ý.
- Saaremaa (1237–1570) và Hiiumaa (1254–1563) - Được chia giữa Livonia và Giám mục của Ösel-Wiek (Vương quốc Đan Mạch sau năm 1560). Sau đó là một phần của Đan Mạch (chỉ Saaremaa), Vương quốc Thụy Điển, Hoàng gia Nga, Estonia, Liên Xô, Đức Quốc xã (1941–1944), Liên Xô một lần nữa, và cuối cùng Estonia sau khi Liên Xô tan rã năm 1991.
- Piirissaar ở hồ Peipus - theo nghĩa đen là "Đảo biên giới" ở Estonia, lần đầu tiên được chia vào thế kỷ 13 hoặc 14 và vẫn được chia giữa [[Bishop của Dorpat, Livonia và Livonia của Thụy Điển sau này ở một bên và Cộng hòa Novgorod và Công quốc Pskov, Cộng hòa Pskov và Tsardom của Nga ở phía bên kia cho đến khi sáp nhập Livonia Thụy Điển vào Nga năm 1721.
- Tobago - từ năm 1654 đến 1659, hòn đảo này có các thuộc địa từ Courland và Semigallia và Cộng hòa Hà Lan. Cả hai thuộc địa này đều thất bại về kinh tế và bị bỏ hoang.[86] Sau đó, Tobago trở thành một phần của Đế quốc Pháp, sau đó là Vương quốc Anh (1706), Vương quốc Anh và Ireland, Vương quốc Anh hiện tại và quốc gia độc lập của Trinidad và Tobago.
- Ternate - chia giữa Đế chế Tây Ban Nha liên minh với Tidore, và Cộng hòa Hà Lan liên minh với Sultan của Ternate từ năm 1607 đến 1663. Sau đó, Ternate đã kế thừa sở hữu bởi Hà Lan, Đế quốc Nhật Bản (1942–1945), Hà Lan một lần nữa, và quốc gia độc lập của Indonesia bắt đầu từ năm 1949.
- Long Island, New York - chia giữa Cộng hòa Hà Lan và Vương quốc Anh bắt đầu vào năm 1640 (trên thực tế, do sự thành lập của Southold), hoặc vào năm 1650 (de jure, theo Hiệp ước Hartford), thông qua việc đầu hàng của Tân Hà Lan cho Quân đội Anh năm 1664. Sau đó, Long Island đã được sở hữu bởi Vương quốc Anh, Anh, và Hoa Kỳ từ năm 1781 đến nay. Long Island là một phần của bang New York từ năm 1781, và nó là hòn đảo lớn nhất ở lãnh thổ lục địa Hoa Kỳ.
- Vương quốc Anh - Trước đó được chia thành ba hoặc nhiều vương quốc, bao gồm Anh, xứ Wales và Scotland, và đôi khi bị cai trị một phần bởi Đế quốc La Mã và Đế quốc Đan Mạch. Những phần này đã được sụt giảm xuống chỉ còn hai trước năm 1707, khi Vương quốc Anh và Vương quốc Scotland ban hành các Công vụ của Liên minh năm 1707, chỉ thiết lập một chế độ quân chủ và một quốc hội. Từ năm 1707, Anh, Scotland, và xứ Wales là một phần của (liên tiếp) Vương quốc Anh, Vương quốc Anh và Ireland, Vương quốc Anh và Bắc Ireland, thường được gọi là Vương quốc Anh.
- Đảo Newfoundland - Trước đó được chia giữa Anh và Đế chế Pháp cho đến khi ban hành Hiệp ước Utrecht năm 1713. Theo hiệp ước này, Newfoundland là một phần của Đế quốc Anh. Sau đó, nó đã trở thành Dominion độc lập một phần của Newfoundland, mà sau đó đã trở thành một tỉnh của Canada vào năm 1949.
- Saint Kitts - Chia giữa Anh và Đế quốc Pháp năm 1628. "Hòn đảo này đã sụp đổ vào tay Pháp vào tháng 4 năm 1666, nhưng theo Hiệp ước Utrecht, ngày 11 tháng 4 năm 1713, nó được chuyển quyền đến Anh." [87] Sau đó, nó trở thành một phần của Đế chế Anh trong khoảng 250 năm, và cuối cùng là một phần của quốc gia độc lập của Saint Kitts và Nevis. Vào những thời điểm chiến tranh khác nhau ở vùng biển Caribbe, Pháp hoặc Anh chiếm toàn bộ Saint Kitts trước và sau năm 1713.
- đảo Elba - chia từ năm 1548 đến năm 1802. Portoferraio thuộc về Công tước Florence (sau này là Đại công tước xứ Tuscany) từ năm 1548 cho đến khi nó được nhượng lại cho Pháp năm 1802 theo Hiệp ước Amiens. Porto Longone thuộc về Nhà nước Presidi, thân quốc của Đế quốc Tây Ban Nha và sau đó là Vương quốc Naples, từ năm 1557 cho đến khi nhượng lại cho Pháp vào năm 1801 bởi Hiệp ước Florence. Phần còn lại của hòn đảo này thuộc về Công quốc Piombino cho đến khi bị Đế quốc Pháp chinh phục, và sau đó vào năm 1802 Napoléon biến Elba thành Vương quốc Etruria. Hòn đảo này là một phần của Đế quốc Pháp, Công quốc Piombino dưới thời Elisa Baciocchi, dưới chủ quyền của Napoléon theo các điều khoản của Hiệp ước Fontainebleau (1814), một phần của Tuscany một lần nữa, một phần của Vương quốc Ý, Cộng hòa xã hội Ý (1943–44), và cuối cùng là một phần của Cộng hòa Ý.[88][89]
- Efate - Chia suốt nhiều tháng trong năm 1889 giữa Franceville và New Hebrides, sau đó dưới một ủy ban hải quân chung của Anh-Pháp.
- Đảo Sakhalin - được chia giữa Đế chế Nga, sau đó là Liên Xô và Đế quốc Nhật Bản dọc theo vĩ tuyến thứ 50 về phía bắc theo các điều khoản của Hiệp ước Portsmouth năm 1905 thông qua sự đầu hàng cuối cùng của Đế quốc Nhật Bản vào năm 1945. Đế quốc Nhật Bản vẫn coi quyền sở hữu Sakhalin là không xác định, và Sakhalin được thể hiện trên nhiều bản đồ Nhật Bản như là một " vùng đất không có người ".
- Đảo Killiniq - chia giữa Canada và thuộc địa Newfoundland và sau đó là Dominion của Newfoundland bắt đầu với việc thành lập Canada vào năm 1867 đến năm 1949 với việc bổ sung Newfoundland đến Canada.
- Đảo Ankoko trong sông Cuyuni trên biên giới giữa Venezuela và British Guiana (nay là Guyana).
- Đào Trung Sơn ở Châu thổ sông Châu Giang được phân chia giữa Trung Quốc và Macau từ phê chuẩn Hiệp ước Tientsin vào năm 1862 thông qua sự trở lại cuối cùng của Ma Cao đến Trung Quốc trong năm 1999.
- Đảo Frijoles trong hồ Gatun ở Khu Kênh đào Panama trước đây đã được phân chia giữa Hoa Kỳ và Panama vào ngày 1 tháng 10 năm 1979, ngày Hiệp định Kênh đào Panama năm 1977 có hiệu lực. Phần lớn khu vực Kênh đào cũ đã được chuyển đến Panama vào ngày đó. Đường sắt Panama phục vụ như là biên giới mới trong một khu vực mà nó vượt qua hồ Gatun qua một đường đắp cao, với đường sắt chia đôi đảo Frijoles. Toàn bộ hòn đảo được chuyển giao cho thẩm quyền độc quyền của Panama vào ngày 31 tháng 12 năm 1999.[90][91]
- Hòn đảo nhỏ giữa Las Tres Hermanas ("The Three Sisters") ngoài khơi bờ biển Thái Bình Dương của Thành phố Panama đã được phân chia giữa Khu Kênh Panama của Hoa Kỳ và Panama theo Thỏa thuận Taft ngày 12 tháng 12 năm 1904. Toàn bộ hòn đảo được đặt trong Khu Kênh đào vào ngày 11 tháng 2 năm 1915. Hôm nay Cinta Costera nằm trong đó.
- Popes Folly Island ở vịnh Passamaquoddy giữa Hoa Kỳ (Maine) và Canada (New Brunswick) đã được chia trước hiệp ước biên giới 1908 giữa Mỹ và Anh.[92][93]

Một vài đảo cũ đã biến mất do sự thay đổi mực nước:
- Đảo Vozrozhdeniya trong biển Aral đã được phân chia giữa cộng hòa Xô Viết Uzbekistan và Kazakhstan. Biên giới này đã trở thành biên giới quốc tế vào năm 1991 khi Liên Xô sụp đổ. Đến năm 2002, hòn đảo này đã trở thành một bán đảo của đất liền vì mực nước biển Aral tụt xuống.
- Quần đảo nhỏ Bogomerom ở hồ Chad trước đây đã được phân chia giữa Chad và Nigeria.[94] Mực nước hồ Chad có lịch sử rất đa dạng, nhưng mức này đã giảm xuống rất thấp đến nỗi những hòn đảo này giờ đây là một phần của lục địa châu Phi.

## Hòn đảo phân chia bên trong một quốc gia
Có những hòn đảo nằm trên các tỉnh hoặc bang khác nhau của cùng một quốc gia. Một ví dụ là Đảo Killiniq của Canada, được chia giữa Newfoundland và Labrador và Nunavut, trong khi Đảo Melville và Đảo Victoria được phân chia giữa Nunavut và Lãnh thổ Tây Bắc. Ở Úc, ranh giới đảo được phân chia giữa Tasmania và Victoria. Đảo Smith ở Vịnh Chesapeake và Đảo Assateague, một hòn đảo chắn sóng trên bờ biển Đại Tây Dương của Hoa Kỳ, được phân chia giữa các tiểu bang Maryland và Virginia. Đảo Fenwick, trên bờ biển liên tục về phía bắc, được chia giữa Maryland và Delaware. Đảo Ellis, ở tiểu bang New Jersey của Hoa Kỳ, có chứa một phần của bang New York; nơi khác ở cảng New York, mũi phía bắc của đảo Shooters, một phần thuộc về New Jersey. Đảo Trung Sơn, ở Trung Quốc, được phân chia giữa các tỉnh của Quảng Đông và các khu vực hành chính đặc biệt của Ma Cao.